# Aït Youssef Ou Ali
Ait Youssef Ou Ali (franska: Ait Youssef Ou Ali (CR), Ait Youssef Ou Ali (Commune Rurale), arabiska: أيت يوسف وعلي) är en kommun i Marocko.   Den ligger i provinsen Al Hoceïma och regionen Tanger-Tétouan-Al Hoceïma, i den nordöstra delen av landet, 300 km öster om huvudstaden Rabat. Antalet invånare är 12 475.